# Mala vas pri Ormožu
Mala vas pri Ormožu (prekmursko Mala ves) je naselje v Občini Sveti Tomaž.
Kraj Mala vas je bil prvič omenjen ze leta 1331. Sestoji iz dveh zaselkov Male vasi in Malevina. Prvo ime izvira iz tega, ker je bilo tukaj malo naselje z malo hišami in prebivalci. Malevina pa it tega, ker so ljudje tukaj imeli malo vina. 
Simbol v grbu Male vasi so češnje. Te ponazarjajo obilnost tega sadja, ki jim je ob dobri letini s prodajo v mestih prinašal dohodek za preživetje.